# Prunișor, Mehedinți
Prunișor este satul de reședință al comunei cu același nume din județul Mehedinți, Oltenia, România.

## Vezi și
- Biserica „Sfântul Nicolae” din Prunișor

## Imagini

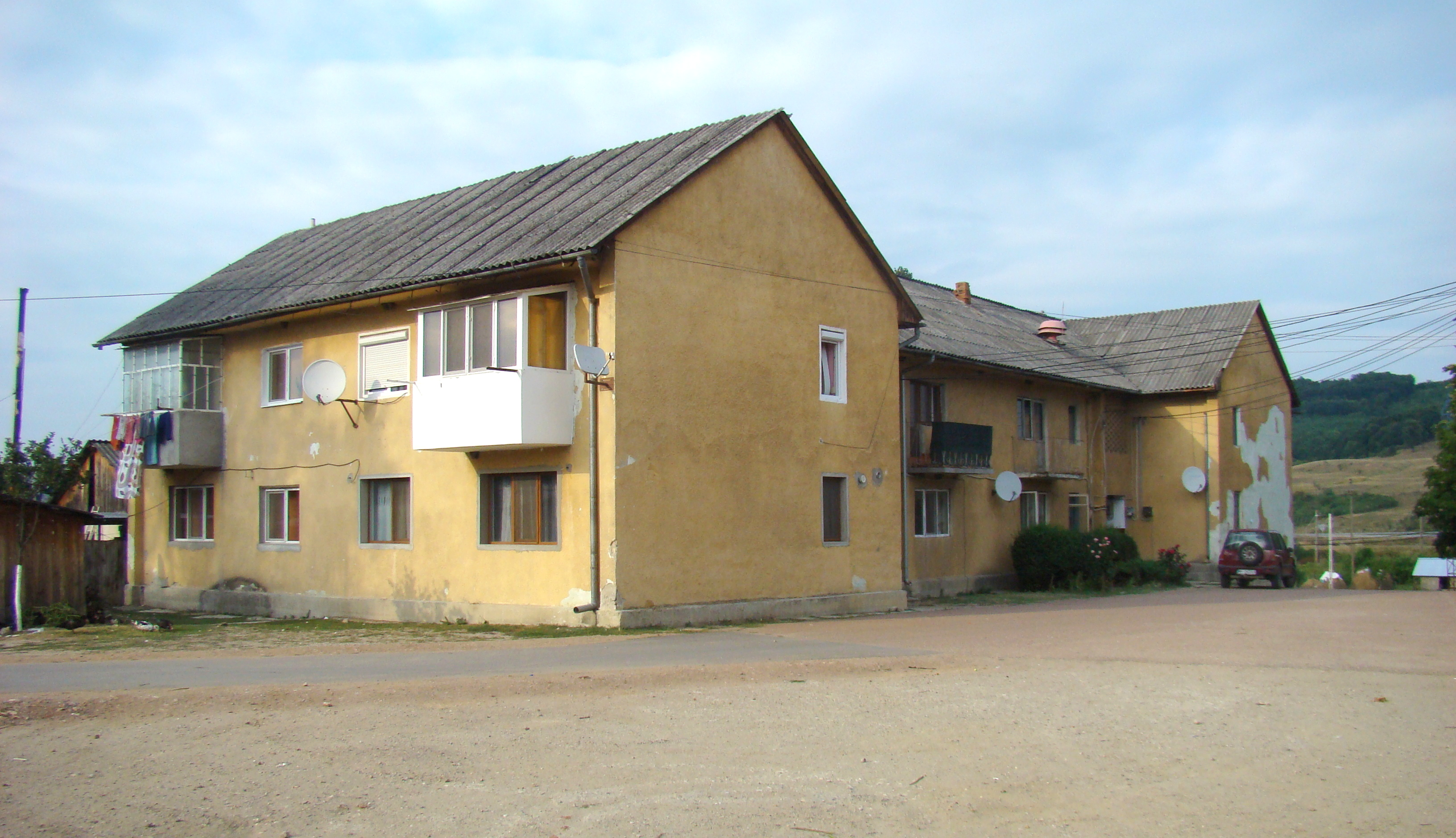
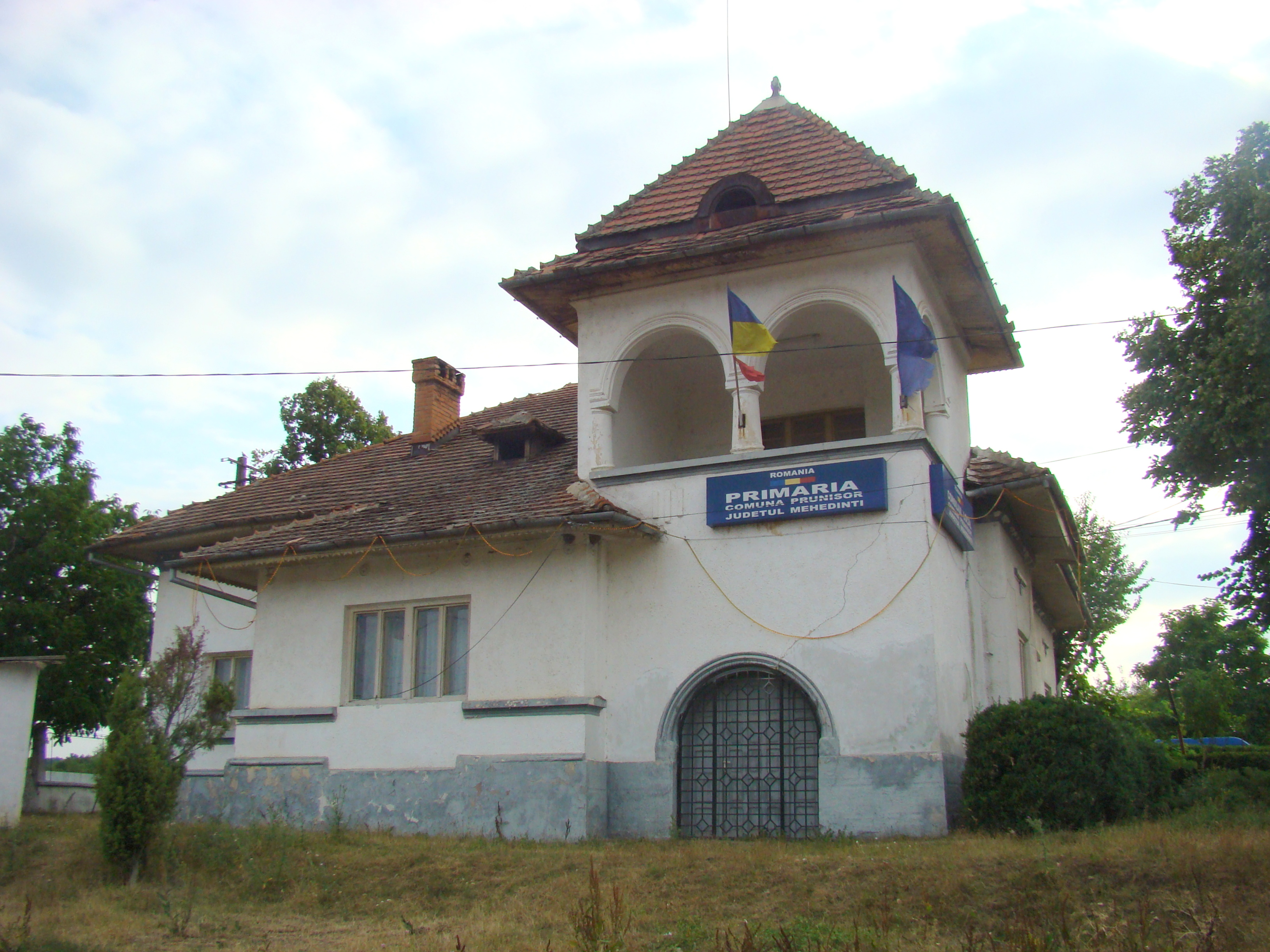
Primăria comunei Prunișor
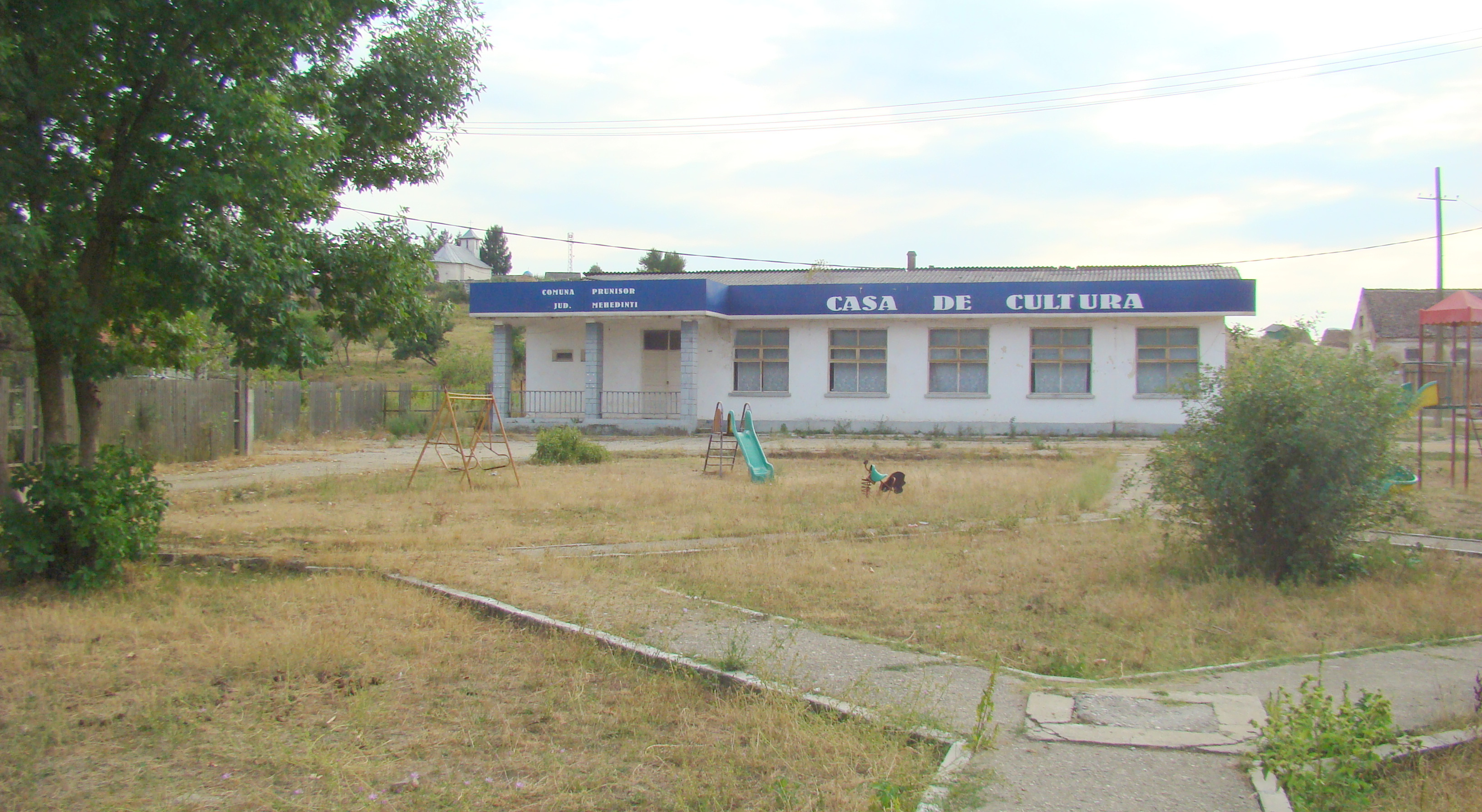
Căminul cultural
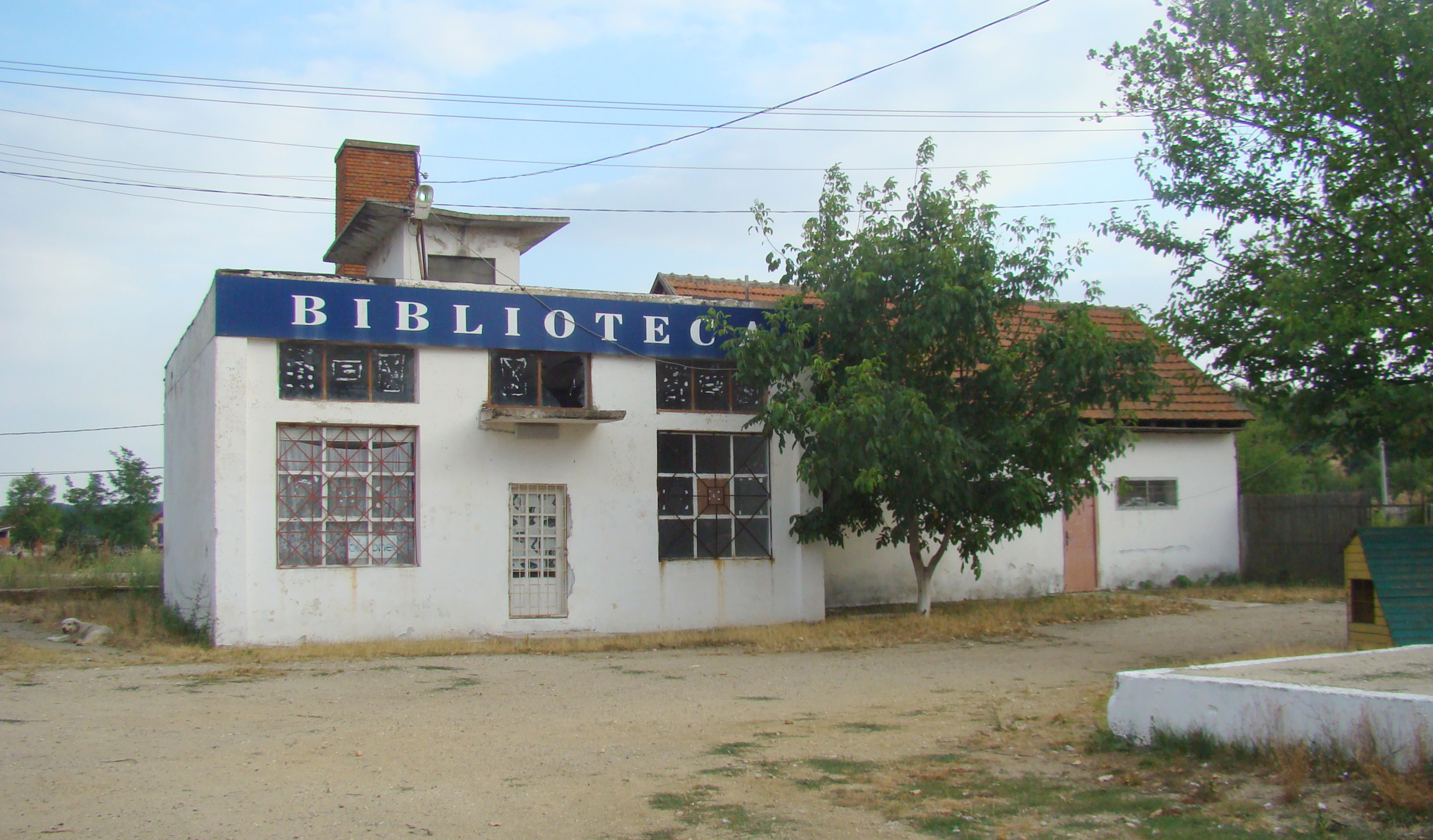
Biblioteca
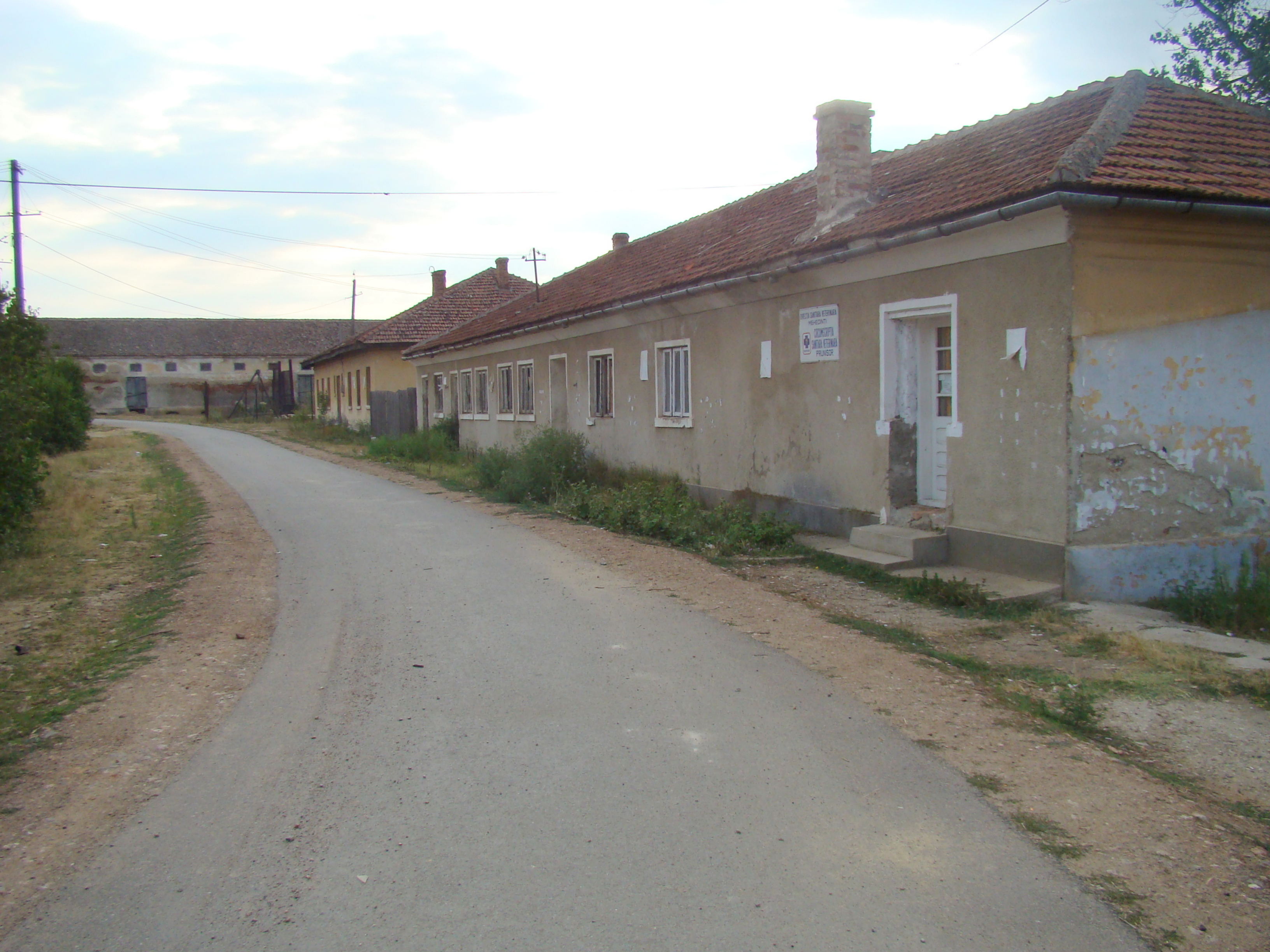